# Cibele Racy
Cibele Racy és una directora d'escola jubilada que va ser pionera en l'ensenyament de la igualtat racial als escolars de primària de São Paulo. Va revisar totes les tasques de gestió de la seva escola per fer l'entorn laboral més inclusiu per al personal, independentment de la seva raça, gènere o posició.
El 2011 l'Escola Municipal d'Educació Infantil Nelson Mandela, que dirigia, va iniciar una reformulació del seu projecte d'ensenyament per revisar actituds diàries que podrien reforçar el racisme. El 2020 l'escola va repetir el mateix debat en una publicació a les xarxes socials, enmig de la suspensió de les classes presencials a causa de la pandèmia de la COVID-19 i durant l'onada mundial de protestes i reflexions sobre el racisme, motivades per la mort de George Floyd.
La conclusió de l'equip del centre és que, tot i que els nens petits serien incapaços de practicar actes discriminatoris, creixen en una «societat estructuralment racista que reprodueix aquesta la lògica en diferents espais i situacions (de l'univers infantil): a la televisió, a internet, a les joguines, a les pel·lícules, als dibuixos i a les relacions».
L'EMEI Nelson Mandela, que acull 212 estudiants de 4 a 6 anys del barri de Limão, al nord de São Paulo, és considerada un referent en l'educació antiracista.
Com a distinció per la seva feina, el 2020 va ser una de les dones inclosa en la llista 100 Dones de la BBC, una sèrie sobre les dones inspiradores i influents de tot el món aquell any.